# Liste des communautés non incorporées en Iowa
Cet article présente la liste de communautés non incorporée dans l'État américain de l'Iowa, classées par ordre alphabétique. Cette liste contient un certain nombre de communautés historiques qui n'existent plus, et comprend également un certain nombre de villes désincorporées.
- Haut – A
- B
- C
- D
- E
- F
- G
- H
- I
- J
- K
- L
- M
- N
- O
- P
- Q
- R
- S
- T
- U
- V
- W
- X
- Y
- Z

## A
- Abbott
- Abingdon
- Adaville
- Adaza
- Adelphi
- Albany
- Albaton
- Alice
- Allen
- Allendorf
- Almont
- Almoral
- Alpha
- Amana
- Amber
- Ambrose
- Amish
- Amund
- Anderson
- Andover
- Andrews
- Angus
- Arbor Hill
- Ardon
- Argand
- Argo
- Argyle
- Armah
- Armour
- Arnold
- Artesian
- Ascot
- Ash Grove
- Ashawa
- Ashland
- Astor
- Athelstan (Désincorporé en 2004)
- Attica
- Atwood
- Augusta
- Aureola
- Austinville
- Avery
- Avon
- Avon Lake
- Ayresville

## B
- Bailey
- Baird
- Balfour
- Ballyclough
- Bangor
- Bard
- Barney
- Barrell
- Bartlett
- Bauer
- Beaches Resort
- Beaverdale
- Beckwith
- Beebeetown
- Beech
- Belinda
- Belknap
- Bell
- Bellefountain
- Beloit
- Bennettsville
- Benson
- Bentley
- Bentonsport
- Berea
- Berlin
- Berne
- Bernhart
- Bernina
- Berwick
- Bethany Hall
- Bethel
- Bethelhem
- Bethesda
- Beulah
- Beverly Depot
- Bidwell
- Big Mound
- Big Rock
- Bingham
- Birchwood Estates
- Black Corners
- Black Hawk
- Blackhawk
- Bladensburg
- Blanden
- Blessing
- Bliedorn
- Blockly
- Bloomington
- Bluff Creek
- Bluff Park
- Bluffton
- Boies
- Bolan
- Bolton
- Bonair
- Booneville
- Border Plains
- Botna
- Bowsher
- Boyd
- Boyer
- Boyer River
- Bradford, Franklin County (Iowa)
- Bradford, Chickasaw County (Iowa)
- Brainard
- Brazil
- Bremer
- Brevick
- Bricker
- Bridgeport
- Bristol
- Bromley
- Brompton
- Brook Mount
- Brookdale
- Brooks
- Brookville
- Browns
- Brownsville
- Brownville
- Brucewell
- Brushy
- Bryant
- Bryantsburg
- Bubona
- Buchanan
- Buck Creek
- Buck Creek
- Buckhorn
- Buckingham
- Bucknell
- Budd
- Buena Vista
- Buffalo Heights
- Bulgers Hollow
- Bullard
- Burchinal
- Burdette
- Burnside
- Burr Oak
- Bushville
- Butler Center
- Buxton

## C
- Cairo
- Caldwell Siding
- Calhoun
- California Junction
- Caloma
- Cambria
- Cameron
- Cameron
- Camp Dodge
- Campbell
- Canby
- Canfield
- Canoe
- Canton
- Capitol Heights
- Carbondale
- Carl
- Carmel
- Carnarvon
- Carnes
- Carney
- Carney
- Carnforth
- Carrollton
- Carrville
- Cartersville
- Casino Beach
- Cass
- Castle Grove
- Castle Hill
- Cathedral Square
- Cattese
- Cedar
- Cedar Bluff
- Cedar City
- Cedar Falls Junction
- Cedar Hills
- Cedar Knoll Park
- Cedar Valley
- Center Grove
- Centerdale
- Central Heights
- Ceres
- Chaney
- Chapin
- Charleston
- Chautauqua
- Cheney
- Chequest
- Chickasaw
- Church
- Churchville
- Clara
- Clark
- Clarkdale
- Clay Mills
- Clayton Center
- Cleves
- Cliffland
- Climax
- Climbing Hill
- Clinton Center
- Cloud
- Cloverdale
- Clucas
- Clyde
- Coal City
- Coal Creek
- Coal Valley
- Coalville
- Collett
- Columbia
- Commerce
- Communia
- Competine
- Confidence
- Conger
- Conover
- Conroy
- Consol
- Cool
- Cooper
- Cordova
- Corley
- Cornelia
- Cornell
- Cosgrove
- Coster
- Cottage Hill
- Cottonville
- Cou Falls
- Covington
- Cranston
- Crathorne
- Crestwood
- Creswell
- Cricket
- Crisp
- Crocker
- Croton

## D
- Dahlonega
- Dairyville
- Dalby
- Dale
- Dales Ford
- Danville Center
- Darbyville
- Davis Corners
- Dayfield
- Daytonville
- Dean
- Deer Creek
- Deerfield
- Denhart
- Denmark
- Denova
- Depew
- Devon
- Dewar
- Dewey
- Diamond
- Diamondhead Lake
- Dickieville
- Dillon
- Dinsdale
- Dixie
- Dodgeville
- Donnan (Disincorporated in 1991)
- Donnelley
- Dorchester
- Doris
- Doubleday
- Douds
- Douglass
- Dover
- Dover Mills
- Downers Grove
- Downey
- Dresden
- Drew
- Dudley
- Dumfries
- Dunbar
- Duncan
- Durham
- Dutchtown

## E
- Eagle Center
- Eagle City
- Eagle Point
- Easley
- East Amana
- East Canton
- East Creston
- East Des Moines
- East Iron Hills
- East Monticello
- East Ottumwa
- East Pleasant Plain
- East Rapids
- East Rickardsville
- Easton Place
- Ebys Mill
- Echo
- Eckards
- Eden
- Edenville
- Edinburg
- Edmore
- Edna
- Egan
- Egralharve
- Ehler
- Eldergrove
- Eldorado
- Eleanor
- Elk River Junction
- Elkton
- Ellmaker
- Elm Spring
- Elmira
- Elon
- Elrick Junction
- Elvira
- Elwood
- Emeline
- Emery
- Enterprise
- Ericson
- Estates West
- Euclid
- Eureka
- Evander
- Evans
- Evanston
- Eveland
- Ewart
- Exeelsior

## F
- Fairport
- Fairview
- Fairville
- Fallow
- Fanslers
- Farlin
- Farrar
- Farson
- Faulkner
- Fern
- Fernald
- Festina
- Fielding
- Fillmore
- Finchford
- Findley
- Fiscus
- Fisk
- Five Points
- Flagler
- Florence
- Florenceville
- Floyd Crossing
- Folletts
- Folsom
- Forbush
- Ford
- Forestville
- Forsyth
- Fort Des Moines
- Foster
- Frankville
- Frederic
- Fredsville
- Freeman
- Freeport
- Frith Spur
- Froelich
- Frytown
- Fulton

## G
- Galbraith
- Galesburg
- Galland
- Garden City
- Gardiner
- Garfield
- Garland
- Garretville
- Garry Owen
- Gatesville
- Gaza
- Genoa
- Georgetown
- Gerled
- German Valley
- Germantown
- Germanville
- Giard
- Gibbsville
- Gifford
- Gilead
- Gilliatt
- Gilt Edge
- Givin
- Glade
- Gladstone
- Gladwin
- Glasgow
- Glen Ellen
- Glendon
- Goddard
- Golden
- Gonoa Bluff
- Gosport
- Grable
- Grace Hill
- Granite
- Grant City
- Gravel Pit
- Great Oaks
- Green Acres
- Green Brier
- Green Castle
- Green Center
- Green Island (Disincorporated in 1993)
- Green Mountain
- Greenbush
- Gridley
- Griffen
- Gunder
- Guss

## H
- Hagerty
- Hale
- Haley
- Halfa
- Hamerville
- Hanford
- Hanley
- Hanna
- Hanover
- Hard Scratch
- Hardin
- Harrisburg
- Harrison
- Hart
- Harvard
- Haskins
- Hastie
- Hauntown
- Haven
- Havre
- Hawley
- Hawleyville
- Hawthorne
- Hayfield
- Hayfield Junction
- Hebron
- Helena
- Henshaw
- Herndon
- Herrold
- Hesper
- Hiattsville
- Hickory Grove
- Hicks
- High Amana
- High Creek
- High Point
- Highland
- Highland Center
- Highland Park
- Highlandville
- Highview
- Hillsdale
- Hilltop
- Hiteman
- Hobarton
- Hocking
- Hodge
- Holbrook
- Holiday Lake
- Holiday Village
- Holly Springs
- Holmes
- Holt
- Homer
- Homestead
- Honey Creek
- Hopeville
- Hoprig
- Horton
- Howardville
- Howe
- Hughs
- Huntington
- Hurley
- Huron
- Hurstville (Disincorporated in 1985)
- Hutchins

## I
- Iconium
- Illinois Grove
- Illyria
- Indiana
- Indianapolis
- Indianola Junction
- Ion
- Iowa Center
- Iowa Falls Junction
- Ira
- Ironhills
- Irving
- Irvington
- Island Grove
- Ivester
- Iveyville
- Ivy

## J
- Jackson
- Jacksonville
- Jacobs
- James
- Jamestown
- Jamison
- Jay
- Jerico
- Jerome
- Jewell
- Jones Siding
- Jordan
- Jordans Grove
- Jubilee
- Judd
- Julien
- Junction Switch
- Juniata

## K
- Kalo
- Kemper
- Kendallville
- Kenfield
- Kennebec
- Kennedy
- Kent (Désincorporé en 2003)
- Kentner
- Kenwood
- Kesley
- Key West
- Kidder
- Kilbourn
- Killduff
- Kimze
- King
- Kingston
- Kline
- Klinger
- Klondike
- Knittel
- Knoke
- Knowlton
- Konigsmark
- Kossuth
- Koszta

## L
- La Crew
- Lacelle
- Lacey
- Ladoga
- Lafayette
- Lainsville
- Lake Panorama
- Lakeview
- Lakewood
- Lakewood Corner
- Lakewood Park
- Lakonta
- LaMoille
- Langdon
- Langworthy
- Lanscaster
- Lansrud
- Lanyon
- Larland
- Last Chance
- Lattnerville
- Latty
- Lavinia
- Lawn Hill
- Lawrenceburg
- Leando
- Lear
- Lebanon (Van Buren County)
- Lebanon (Sioux County)
- Leeds
- Lena
- Leslie
- Leverett
- Levey
- Lexington
- Liberty
- Liberty Center
- Lidtke Mill
- Lima
- Lime City
- Linby
- Lincoln Center
- Lindale Manor
- Linn Junction
- Linwood
- Little Cedar
- Little Groves
- Little Turkey
- Littleport (Désincorporé en 2005)
- Littleton
- Loch Burns
- Lockman
- Locust
- Logansport
- Long Point
- Lorah
- Lore
- Loring
- Lotts Creek
- Louisa
- Louise
- Lourdes
- Loveland
- Lovington
- Lowell
- Ludlow
- Lundgren
- Lunsford
- Luray
- Luton
- Lycurgus
- Lyman
- Lyndale
- Lyons

## M
- Macey
- Mackey
- Magill
- Maine
- Malone
- Malta
- Mammen
- Manteno
- Maple Hill
- Maple Leaf
- Maple River
- Mapleside
- Marietta
- Mark
- Marquisville
- Marsh
- Martinstown
- Mary Hill
- Maryville
- Mason City Junction
- Massey
- Massillon
- Maud
- Maulsby
- Max
- Maxon
- May City
- McBride
- McGargels Ford
- McGregor Heights
- McNally
- McPaul
- McPherson
- McPherson
- Mederville
- Medora
- Mekee
- Meltonville
- Mercer
- Merle Junction
- Merrimac
- Meskwaki Settlement
- Metz
- Meyer
- Miami
- Middle Amana
- Middleburg
- Midland
- Midvale
- Midway, Floyd County
- Midway, Linn County
- Midway, Woodbury County
- Midway Beach
- Miller
- Millman
- Millnerville
- Millrock
- Mills
- Millville Siding
- Mineola
- Miner
- Minerva
- Moingona
- Mona
- Moneek
- Moneta (Disincorporated in 1995)
- Monette
- Moningers
- Monteith
- Monterey
- Montgomery
- Monti
- Montpelier
- Mooar
- Moran
- Morgan
- Morhain
- Morningside
- Morse
- Morton Mills
- Moscow
- Motor
- Mount Carmel
- Mount Clare
- Mount Etna
- Mount Hamill
- Mount Joy
- Mount Lucia
- Mount Zion
- Munterville
- Murphy

## N
- Nahant
- Nanito
- Nansen
- Napier
- Nashville
- Nasset
- Navan
- Neptune
- Neska
- Nevinville
- New Albion
- New Boston
- New Buda
- New Buffalo
- New Dixon
- New Era
- New Haven
- New York
- Newbern
- Newburg (Jasper County)
- Newburg (Poweshiek County)
- Newkirk
- Newport
- Nilesville
- Nira
- Nishna
- Noble
- Nora Junction
- Nordness
- Norris Siding
- North Bellevue
- North Branch
- North Cedar
- North Welton
- Northfield
- Norway Center
- Norwich
- Norwood
- Norwoodville
- Nugent
- Nyman

## O
- Oakdale
- Oakfield
- Oakland Mills
- Oakley
- Oakwood
- Oasis
- Olaf
- Old Balltown
- Old Peru
- Old Town
- Old Tripoli
- O'Leary
- Olivet
- Olmitz
- Onawa Junction
- Oneida (Disincorporated in 1994)
- O'Neill
- Ontario
- Oralabor
- Oran
- Orange
- Ord
- Orilla
- Ormanville
- Orson
- Orton
- Ortonville
- Osborne
- Osgood
- Oswalt
- Otis
- Otley
- Otranto
- Ottawa
- Ottawa
- Otter Creek
- Otterville
- Ottumwa Junction
- Ovia
- Owego
- Owen
- Oxford Mills
- Ozark

## P
- Pacific City
- Packard
- Page Center
- Palm Grove
- Palmyra
- Panther
- Paralta
- Paris
- Park View
- Parkview Terrace
- Payne
- Pekin
- Peoria
- Peoria
- Percival
- Perkins
- Perlee
- Perry Yard
- Pershing
- Peter
- Petersburg (Delaware County)
- Petersburg (Muscatine County)
- Petersville
- Pettis
- Philby
- Phillips
- Pickering
- Pickwick
- Pierceville
- Pigeon
- Pilot Grove
- Pilot Rock
- Piper
- Pittsburg (Montgomery County)
- Pittsburg (Van Buren County)
- Pitzer
- Plainview (Disincorporated in 1987)
- Plato
- Platteville
- Pleasant Corner
- Pleasant Grove
- Pleasant Grove
- Pleasant Prairie
- Pleasant Valley
- Plessis
- Plymouth Junction
- Polen
- Polk City Junction
- Poplar
- Port Louisa
- Portland
- Potosia
- Potter
- Powersville
- Prairie Grove
- Prairiebell
- Primrose
- Probstei
- Prole
- Prussia
- Purdy

## Q
- Quandahl
- Quarry
- Quick
- Quincy

## R
- Racine
- Raleigh
- Rands
- Raymar
- Red Line
- Reeceville
- Reeve
- Republic
- Rexfield
- Richard
- Richfield
- Richmond
- Rider
- Ridgeport
- Ridgeview Park
- Ridley
- Ridotto
- Riggs
- Rising Sun
- Ritter
- River Junction
- River Sioux
- Roberts
- Robertson
- Robinson
- Rochester
- Rock Creek
- Rockdale
- Rockton
- Rockville
- Roelyn
- Rogers
- Rogersville
- Rorbeck
- Roscoe
- Rose
- Rosedale
- Roselle
- Roseville
- Ross
- Rosserdale
- Rossville
- Rough Woods Hill
- Roxie
- Rubens Siding
- Rubio
- Ruble
- Rushville
- Rusk
- Rutledge

## S
- Saint Sebald
- Salina
- Samoa
- Sand Springs
- Sandusky
- Santiago
- Saratoga
- Sattre
- Saude
- Savannah
- Sawyer
- Saxon
- Saylor
- Saylor Station
- Saylorville
- Schley
- Sciola
- Scotch Grove
- Scotch Ridge
- Scott
- Sedan
- Seigel
- Selection
- Selma
- Seneca
- Seney
- Severs
- Sewal
- Sexton
- Shady Grove
- Shady Oak
- Shaffton
- Sharon
- Sharon
- Sharon Center
- Shawondasse
- Sheridan
- Sherman
- Sherton Heights
- Sherwood
- Shipley
- Shunem
- Siam
- Silver Lake
- Sinclair
- Sixmile
- Sixteen
- Skunk River
- Slifer
- Smiths
- Smyrna
- Snefs
- Sollberg
- Solomon
- Somber
- South Amana
- South Augusta
- South Garry Owen
- South Switch Junction
- Spaulding
- Spencers Grove
- Sperry
- Spring Fountain
- Spring Grove
- Spring Valley
- Springdale
- Springhole
- Springwater
- St. Benedict
- St. Joseph
- Stacyville Junction
- Stanzel
- State Center Junction
- Stennett
- Sterling
- Steuben
- Stevens
- Stiles
- Stillwell
- Stilson
- Stone City
- Stonega
- Strahan
- Strand
- Streepy
- Stringtown
- Sulphur Springs
- Summerset
- Summit
- Summit
- Summit
- Summitville
- Sun Valley Lake
- Sunbury
- Sunshine
- Sutliff
- Swanton
- Swanwood
- Swedesburg
- Sweetland Center

## T
- Taintor
- Talleyrand
- Talmage
- Tara
- Taylor
- Taylorsville
- Teeds Grove
- Temple Hill
- Tenmile
- Tenville
- Terre Haute
- Thirty
- Thomasville
- Thompson Corner
- Thorpe
- Thoten
- Ticonic
- Tileville
- Tilton
- Tioga
- Tipperary
- Titu
- Toddville
- Toeterville
- Toolesboro
- Tracy
- Trenton
- Triboji Beach
- Troy
- Troy Mills
- Turkey River
- Tuskeego
- Twin Lakes
- Twin Springs
- Tyrone

## U
- Ulmer
- Union Center
- Union Mills
- Unique
- Updegraff
- Upper South Amana
- Utica

## V
- Valley Junction
- Van
- Van Buren
- Van Cleve
- Vandalia
- Ventura Heights
- Veo
- Vernon
- Vernon
- Vernon Springs
- Vernon View
- Viele
- Vincennes
- Vinje
- Viola
- Viola Center
- Vista
- Volney
- Voorhies

## W
- Wadleigh
- Wald
- Wales
- Wall Lake Station
- Wallace
- Wallin
- Walnut City
- Walnut Grove
- Wanamaker
- Waneta
- Wanetta Corner
- Wapsie
- Ward
- Ware
- Washburn
- Washington Mills
- Washington Prairie
- Waterman
- Watkins
- Watson
- Watterson
- Waubeek
- Waukon Junction
- Waupeton
- Waverly Junction
- Weller
- West Amana
- West Cedar Rapids
- West Grove
- West Iron Hills
- West Le Mars
- West Saint Marys
- West Yards
- Western
- Weston
- Westview
- Wever
- Wheelerwood
- White Cloud
- White Elm
- White Oak
- Whitebreast
- Whittier
- Wichita
- Wick
- Wightman
- Wilke
- Wilkins
- Willard
- Willett
- Williamstown
- Wilmar
- Winchester
- Windham
- Winkelmans
- Wiscotta
- Wise
- Wolf
- Wolf Lake Addition
- Wood
- Woodland
- Woodland Hills
- Woodward
- Worthington Acres
- Wren
- Wright
- Wyman

## X
- Xenia, Dallas County
- Xenia, Hardin County

## Y
- Yampa
- Yarmouth
- Yellow River
- Yeomans
- York
- York Center
- Yorkshire

## Z
- Zaneta
- Zenorsville
- Zero
- Zion